# Virágh Pál (építész)
Virágh Pál István (Budapest, 1905. december 23. — Budapest, 1990. december 12.) építészmérnök, a modern magyar építészet jeles alkotója, villák, családi házak tervezője, településfejlesztési szakértő, 1929-ben a Modern Építészet Nemzetközi Kongresszusa magyar résztvevője Frankfurtban.

## Életrajzi adatok
Édesapja dr. Virágh Gyula (1874–1965) ügyvéd, édesanyja Lázár Jolán volt. Virágh Gyula polgári ügyekkel foglalkozott a 20. század első felének viharos évtizedeiben, amikor a háborúk, határok átrendezése és politikai átalakulások az ügyvédi gyakorlatot is folyamatos kihívások elé állították. A Jogtudományi Közlöny 1927. január elsejei számában A trianoni békeszerződés hatásai a házassági perekre című cikke érzékelteti ezeket a nehézségeket. Virágh Gyula családjogi és vallásjogi könyvek szerzője. A Széher út 8. szám alatti villa volt otthonuk.
Gimnáziumi tanulmányait 1915/16 és 1922/1923 között a Kegyes Tanítórendiek budapesti főgimnáziumában végezte, mindvégig jeles eredménnyel, és ugyancsak jelesen tette le 1923-ban az érettségit is a 46 fős osztályban. Az itt tanító latin, német nyelv- és irodalomtanár, Neuhauser Frigyes kegyes tanítórendi áldozópapnak egyik kedves tanítványa volt, mert 1932-ben, Virágh Pál házasságkötése alkalmával az egyik tanújaként vett részt az 1929-től már a sátoraljaújhelyi kegyesrendi reálgimnázium igazgatói székét elfoglaló piarista tanár. A másik tanúja Manninger Vilmos neves sebész volt.
Virágh Pál 1932. november 5-én Várady/Váradi Juliannával a Piarista Gimnázium kápolnájában kötött házasságot. Felesége anyai ágon a Nemzeti Színház színművésznőjének, Csillag Teréznek volt az unokája, apai ágon pedig a nagyapja Váradi Antal író volt. A házasságot 1949. április 23-án felbontották.
Virágh Pál építészmérnöki tanulmányokat folytatott. A Magyar Királyi József Műegyetem Építészmérnöki Karán 1929-ben, 10400. szám alatt szerzett oklevele alapján diplomaszerzése 50. évfordulója alkalmából, 1981-ben vehette át aranyoklevelét alma materétől, a Budapesti Műszaki Egyetemtől.
1930-ban a Stuttgarti Műegyetemen folytatott ösztöndíjas tanulmányokat. Fő kutatási iránya a szociális lakásépítés gazdasági és építészeti összefüggéseinek vizsgálata volt. 1946-tól, még magánépítészként a Magyar–Szovjet Olajművek megbízásával tervezett könnyűszerkezetű, előregyártott üzemi épületeket. 1949-től már állami megbízásokat teljesített, 1950−1951-ben a Szegedi Tervező irodát vezette, majd az Ipartervben szakosztályvezető volt 1955-ig. Ekkor a Miskolci Tervező Iroda főmérnökévé nevezték ki, és párhuzamosan Miskolc megyei jogú város és Borsod megye építési minisztériumi területi megbízottjaként is feladatokat látott el. 1962-től az Építési és Városfejlesztési Minisztérium Baranya és Tolna megyei területi főépítésze. 1977-ben vonult nyugállományba, de már az 1960-as évektől kezdve és nyugdíjas korában is tervezőként vett részt a magánlakásépítésben.
Virágh Pál termékeny életpálya után 1990. december 12-én 85 évesen elhunyt. A gyászolók az engesztelő szentmisét 1991. január 2-án 6.30 órakor a Mártírok útján levő ferences templomban tartották.

## CIAM 1929
A Magyar Királyi József Nádor Műszaki és Gazdaságtudományi Egyetem rektori tanácsa 1929 májusában támogatta  a szigorló építészmérnöknek a Berlini Collegium Hungaricum ösztöndíjára való pályázását, aminek köszönhetően Virágh Pál 1929-ben  rész vett a CIAM, a modern építészet elveinek kialakításában és elterjesztésében nagy szerepet játszó kongresszus sorozat, 1929-es rendezvényén Frankfurtban. A kor legkiválóbb építészeit tömörítő szervezet 1928 és 1959 között volt aktív. Siegfried Giedion és Le Corbusier indítványára alakult 1928-ban Svájcban, Helene de Mandrot La Sarraz-i kastélyában azzal a céllal, hogy az akadémiák merev befolyásától megszabadítva, az építészet a társadalmi és gazdasági folyamatokkal összhangban és azokat aktívan alakítva a kor igényeire válaszolni tudjon. A munka a kongresszusok szervezése mellett az eredmények összefoglalását és publikálását is magába foglalta.
Az 1929-es kongresszust Ernst May szervezte, és alelnöknek a Bauhaus Iskola alapítóját Walter Gropiust jelölték ki. A kongresszus témája a természettel kapcsolatban álló, korszerű lakás tervezésének problémája volt a társadalmi, egészségügyi és anyagi szempontok figyelembevételével. Kiemelt figyelmet szenteltek a lakás kiszolgáló egységeinek és a fényviszonyoknak.
Ezen a kongresszuson határozták el a modern építészet problémáit figyelemmel kísérő és a kongresszusokat előkészítő bizottság, a CIRPAC (Comité Internationale pour la Résolution des Problemes de l’Architecture Contemporaine) felállítását, különböző munkabizottságok és nemzeti csoportok megszervezését.
A kongresszusnak több magyar résztvevője volt. Virágh Pállal együtt jelen volt Molnár Farkas, ifj. Masirevich György, Ligeti Pál, Weiner Tibor, Rácz György, gr. Csáky István. A kongresszus után Molnár Farkas és Fischer József vezetésével megalakították a CIRPAC magyar sejtjét, és rendszeres találkozások során a kongresszuson kidolgozott elveket elkezdték átültetni a magyar építészeti gyakorlatba.

## Építészmérnöki tevékenység

### Családi házak

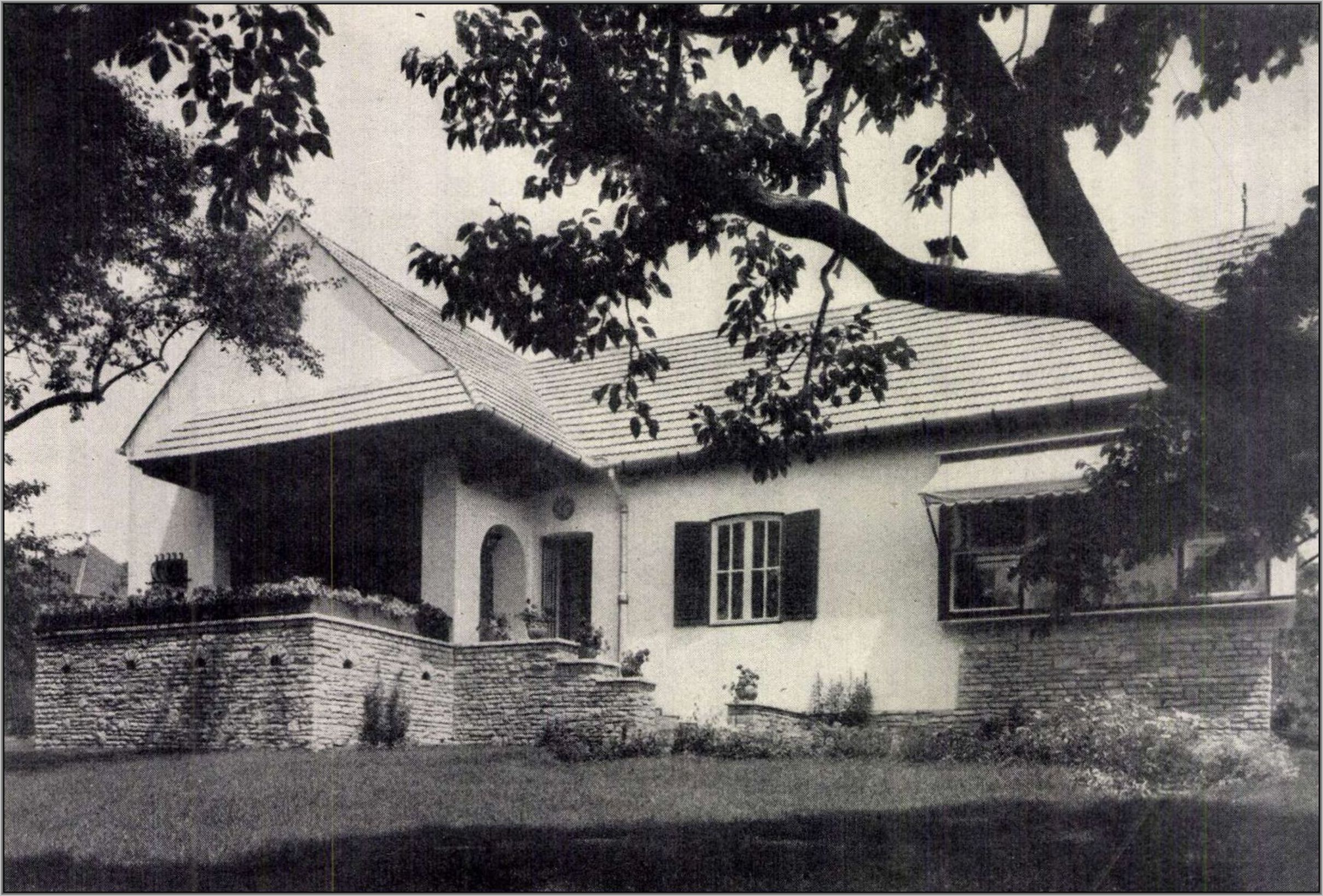
Budapest Lepke utca 3. homlokzata
tervezte Virágh Pál 1940-41-ben

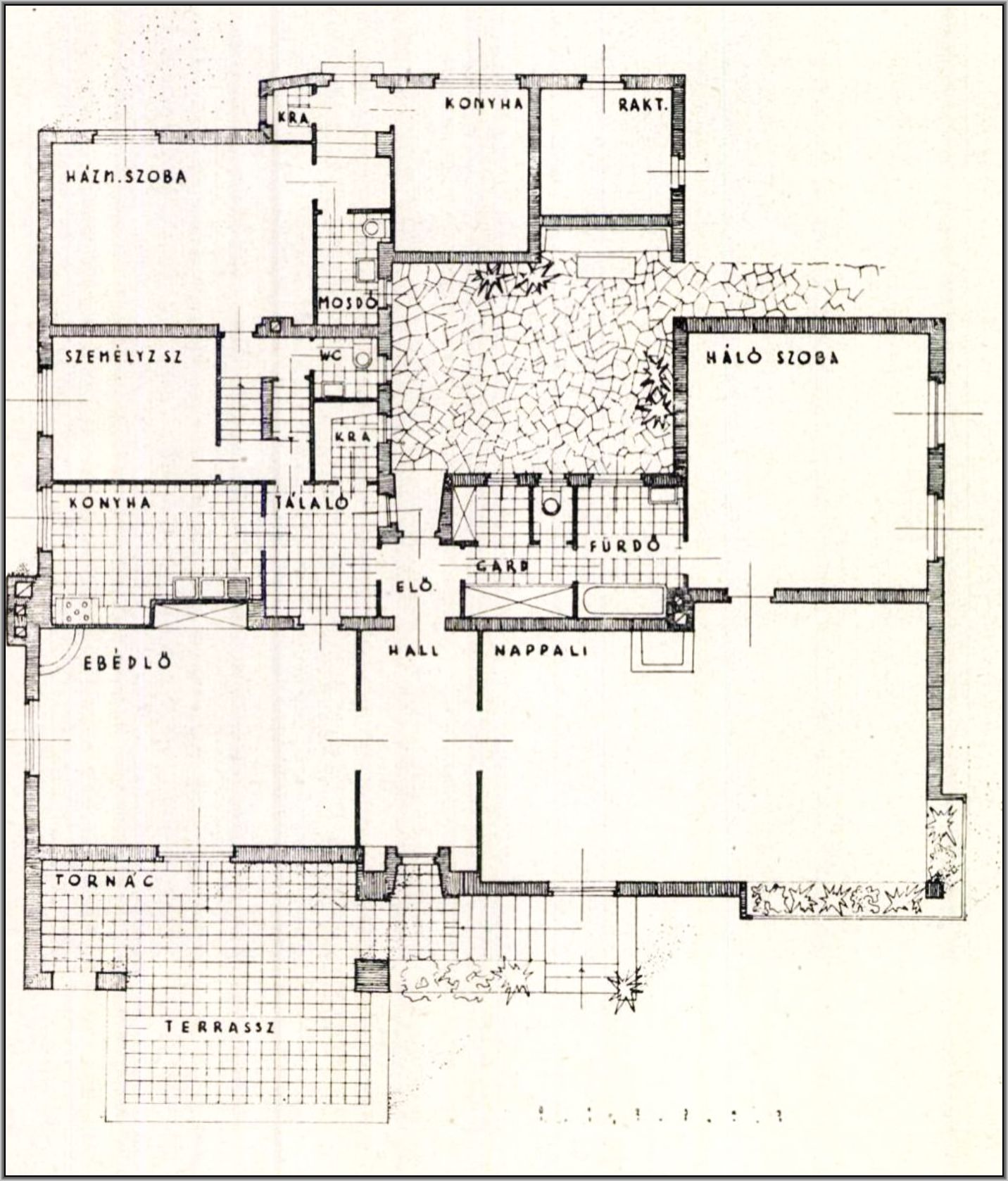
Budapest Lepke utca 3. alaprajza
tervezte Virágh Pál 1940-41-ben

A harmincas években sok villa épült Budán a Bauhaus szellemében. A Weise Moderne legszebb gyöngyszemei Molnár Farkas, és Fischer József nevéhez fűződnek. Virágh Pál ebben az időben épült villái valamennyire eltérő utat követnek, és jobban őrzik a nemzeti formavilágot. Az alaprajzok követik a kongresszuson megfogalmazott elveket. Külön nyiló szobák vannak, mindegyikböl jól megközelíthető a fürdőszoba. Az ablakok elhelyezése modern, bőségesen ereszti be a fényt. Virágh Pál azonban nem ragaszkodik sem a tisztán fehér színhatáshoz, sem a lapos tetőhöz, ami a kor modern villáit jellemzi.
1934-ben Budapesten a Harangvirág utca 3. számú telken, lejtős terepen épült az egyemeletes családi ház, melynek földszintjén nyitott hall, dolgozószobaként is szolgáló nappali és ebédlő volt. Télikert és terasz csatlakozott a földszinti helységekhez. Az emeleten három szoba épült a kiszolgáló helységekkel. Az emeleti szobákhoz részben fedett, részben nyitott terasz csatlakozott boltíves nyilással. Ezt az épületet már teljesen lebontották.
A budapesti Harangvirág utca 7. szám alatti ház megrendelője és tulajdonosa Szendy Károly polgármester volt. Az 1934-ben épült háromemeletes fehér épületet a Győzedelmes Boldogasszony életnagyságú szobra díszíti.
Balatonrendesen a Kanyó-villa 1938-ban épült. 1940–41-ben épült Budapest II. kerületében a Lepke utca 3. szám alatti családi ház. Ennél a két épületnél a fehér fal natúr kőlábazata, az oszlopok kővel burkolása megtöri a fehér színt. Utóbbi teljes tervdokumentációját Budapest Főváros Levéltára közzétette, itt a színes tervrajzokon olvasható az „okleveles tervező építész és székesfőváros törvényszéki hites szakértő” irodájának címe: Budapest, I. Attila utca 37.
Karakteres, jin-jang szimbólumra emlékeztető, színkontrasztot mutat Kiss Elemér háza, mely Budapest XII. kerületében az Őzike út 30. szám alatt 1941-ben épült Virágh Pál tervei alapján. Az épület szemből a bejárat felé nézve optikailag két, hosszabbik alapjával egymáshoz illesztett, derékszögű trapéz alapú hasáb együttese, melyekből a nagyobbik sötét fazsindely borítású, a kisebb pedig fehér. Ebben a színkontrasztban az ablakok teremtik meg az egységet. Színük az ellentétes oldalét tükrözi vissza, mint a jin-jang szimbólum pöttyei. Összekötő szerepet játszik a fazsindelyes oldal felső emeleti teraszának különleges tartóoszlopa is, mely félig kimozdul tartószerepéből a fehér oldal felé, és így optikailag mindkét oldalhoz tartozik.
A Billitz-ház néven ismert Hegyalja út 89. alatti ingatlan tradicionalista stílusban épült 1942–1944-ben Virágh Pál tervei szerint. 2011-ben II. műemléki kategóriába került építészeti értékeinek megőrzése érdekében.

### Középületek

#### Lengyel pavilon

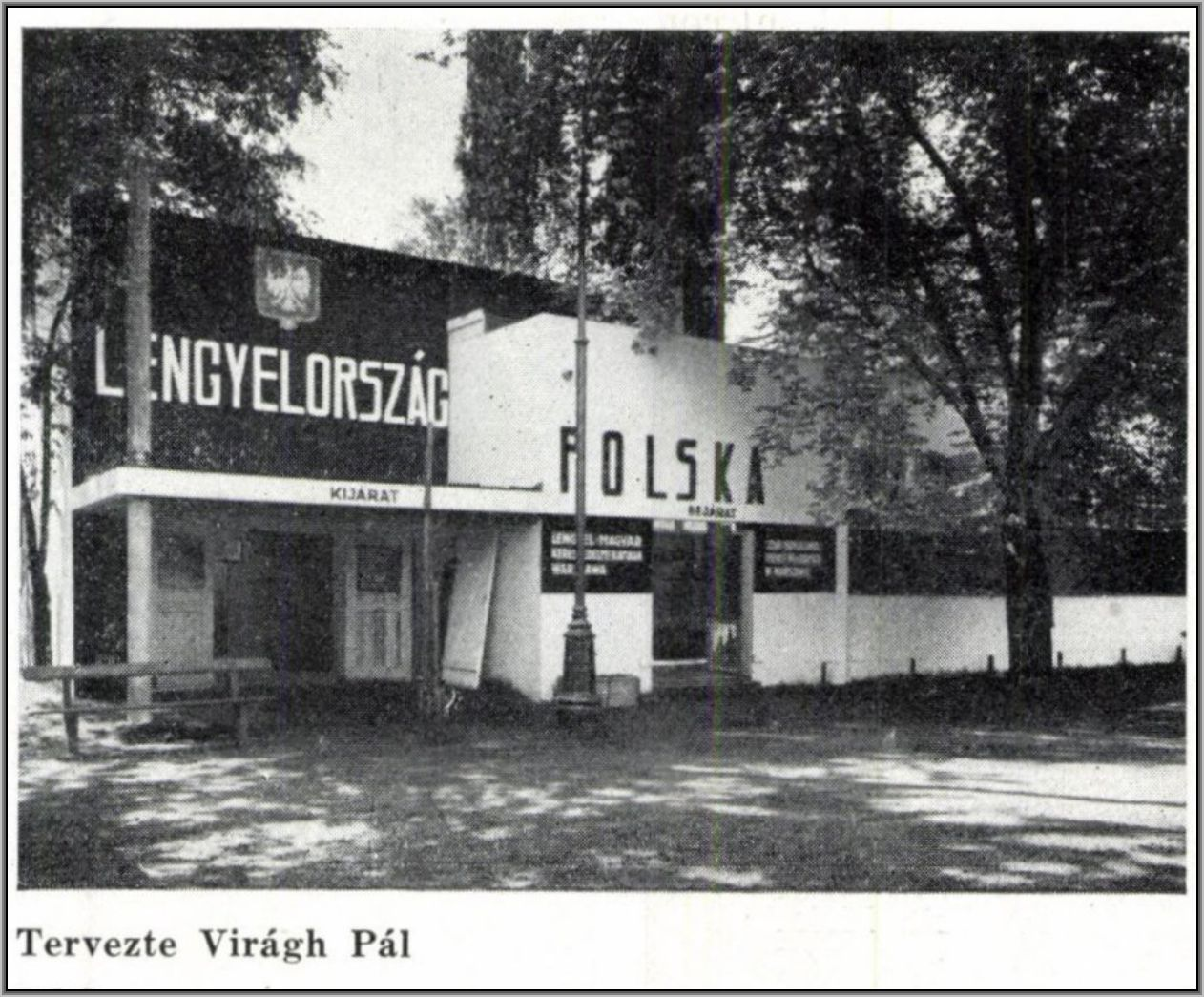
Lengyel pavilon az 1930. évi
Budapesti Árumintavásáron

Fekete és fehér kontrasztjára, valamint két téglatest aranymetszésszabályai szerinti harmonikus összeillesztésére alapult az 1930. évi Budapesti Árumintavásár idejére épült lengyel pavilon terve. Hangsúlyos szerepet játszott az épület megjelenésében a Bauhausra jellemző, mérnökien tiszta betűtípus megválasztása a nagyméretű feliratoknál. A terv egyszerűsége és letisztultsága adta az épület eleganciáját.

#### Tihanyi Yacht Club
A Tihanyi Yacht Club késő Bauhaus jegyeket mutató piarista klub- és csónakházát 1934. július 1-jén szentelte fel Sík Sándor piarista rendfőnök, akinek irodalmi tanításai generációk számára voltak meghatározóak a Szegedi Tudományegyetemen. A csónakházat a pesti piarista gimnázium 2-es számú cserkészcsapatának öregdiákjai a saját kezükkel építették Virágh Pál tervei alapján, akinek nevét a bejáratnál található tábla őrzi. A klub első elnöke gróf Teleki Pál volt. Viharos története során sokszor cserélt gazdát a jobb sorsra érdemes épület. Értékét nem sikerült megőrizni.

#### Royal mozi
A második világháború után lebontásra került Kispesten a volt Royal színház és mozi épülete, mely 1935-ben épült Virágh Pál tervei alapján. A rendelkezésére álló kis területen sikerült a tervezőnek olyan nézőteret alkotni, amely arányaiban egy nagy és kényelmes színház benyomását keltette és ezer fő befogadását tette lehetővé. Az épület kettős feladatot látott el. A színház megfelelt a modern színpadtechnika minden követelményének, ugyanakkor moziként is működött. Az új építőstílus szép példája volt az épület formavilága. Különösen hatásos volt a szürke tónusú előcsarnokban a tartószerkezet látható, pirosra festett vasgerendázata. A projektet az 1936-ban megrendezett VI. Milánói Triennálén bemutatták. Az épület belépő csarnokának és nézőterének két-két nézetét, illetve az alaprajzát és metszetét a Tér és Forma folyóiratban közzétették 1936-ban.
A megnyitó előadáson Deák Lőrinc színtársulata Könyves Tóth Erzsinek, a Nemzeti Színház művésznőjének vendégszereplésével Herczeg Ferenc Bizánc című darabját adta elő.  Molnár József, Kispest polgármestere mondott avató beszédet az előadás előtt.

#### Ganz Vagon- és Gépgyár igazgatósága
Haba Péternek a Terc Kiadónál megjelent, Magyar Ipari Építészet 1945-1970 című könyve a 20. század második felének ipari építészetét dolgozza fel. Értékes kordokumentum a könyv, mert a kulturális örökségnek ezt a fejezetét még a modern építészetnél is mostohábban kezeli az utókor, pedig számos ipari épületben rengeteg ötlet, szellemesség és szépség testesül meg. A megvalósult, ma is álló, reprezentatív szocreál épületek közül a Ganz Vagon- és Gépgyár igazgatósága az egyik legismertebb, Józsefvárosban, a Könyves Kálmán körúton. A Palcsik Sándor és Virágh Pál által tervezett komplexum 1951–1954 között épült.

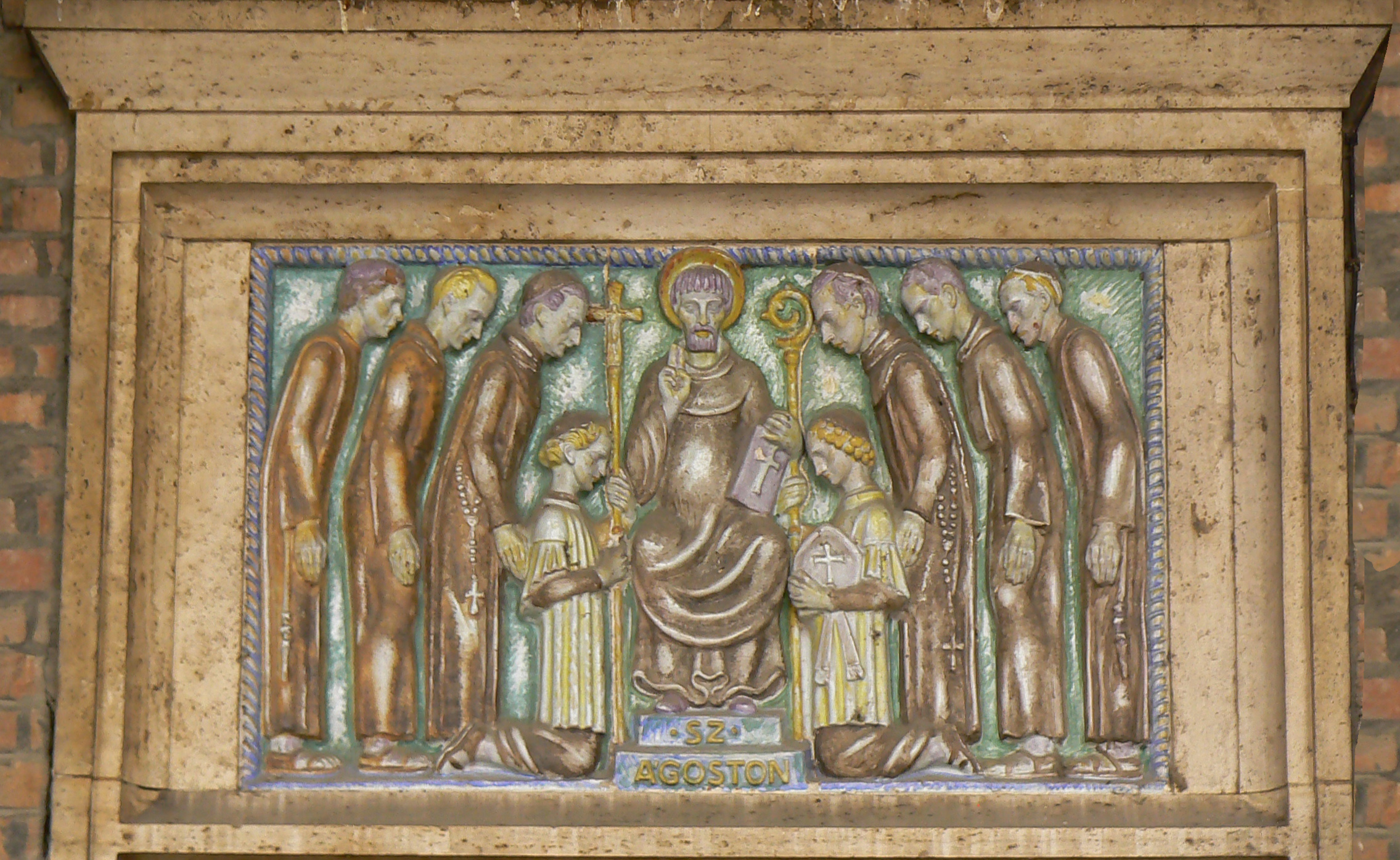
Ohmann Béla: Szent Ágoston,
aki Rerrich Béláról van mintázva,
Virágh Pál és kollégái két oldalt állnak

#### Szegedi Béke-épület
1952-ben épült Szegeden a József Attila Tudományegyetemhez tartozó Béke-épület a kémikusok és fizikusok számára. Virágh Pál funkcionalista, konstruktivista, bauhausos elvek alapján tervezte. A négy emeletes épület vasbeton vázas nagy téglatest formájú tömb. Az udvar felőli oldalához szervesen kapcsolódik a nagy befogadóképességű, egyemeletes, belül lépcsőzetes egyetemi előadóterem, mely összefüggő elől tömören takart fa padsorokkal van berendezve. Ide az épületben az első emeleti laboratóriumon keresztül, vagy az udvar felől felvezető oldalbejáraton keresztül juthatnak a hallgatók. Az épület bal felső sarkán elől egy hengeres, teljesen üvegoldalú csillagvizsgáló torony áll. Debreceni sötét lilás-barna klinker dísztégla burkolja a homlokzatot. A nagy egyedülálló alumínium keretes, mélyfekvésű ablakok fűrészelt mészkő bélésűek és keretezettek. Ezzel az épület illeszkedik a Dóm teret körbevevő épületegyütteshez, melynek a másik frontja alkotja a Béke-épület előtti tér egyik oldalát.
A Rerrich Béla által tervezett Dóm tér Európa egyik legszebb tere. Virágh Pál egy évig dolgozott Rerrich Béla tanítványaként. Minden kovácsoltvas ablakrács, lámpa, zászlótartó az ő tervei alapján készült, valamint a kőfaragómunkák tervezésében is részt vett. A püspöki árkád közepén lévő kapu felett látható Ohmann Béla kerámia domborműve, mely Szent Ágostont ábrázolja tanítványai körében. Szent Ágostont a művész Rerrich Béláról mintázta, a tanítványok közt pedig Rerrich tervezőirodájának tagjait lehet látni, többek közt Virág Pált és Stampay Jánost. Az árkádok mentén haladva, a teret lezáró épülettömb alatti nagy kapun lehet átjutni a Béke-épület előtti térre. Ez az épület még visszahozza a Dóm tér hangulatát, de már modernebb formanyelven, és fokozatosan átvezet az egyetem többi épületének építészetéhez.

### Kis-Pongrác lakótelep

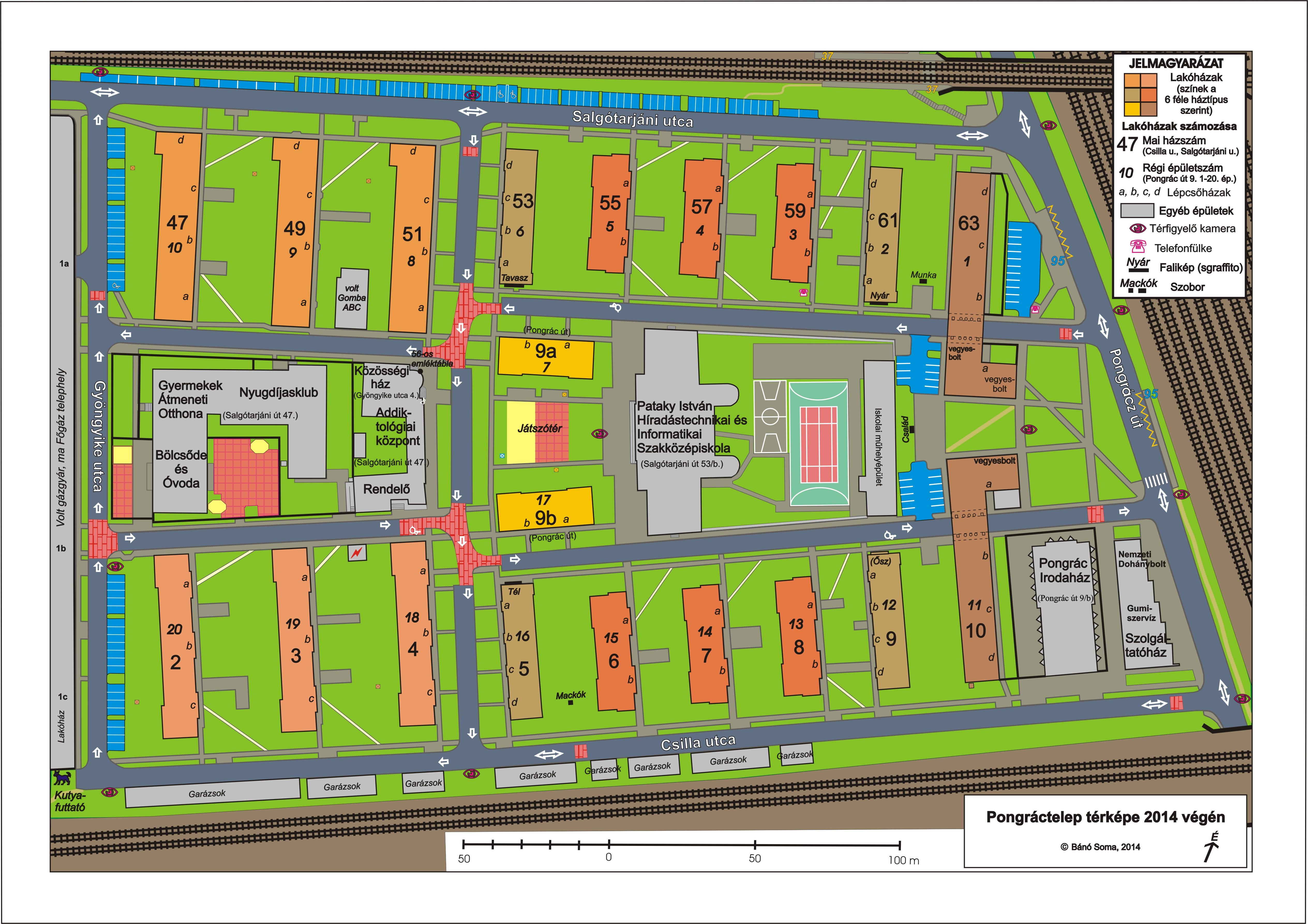
A Pongráctelep térképe 2014 végén

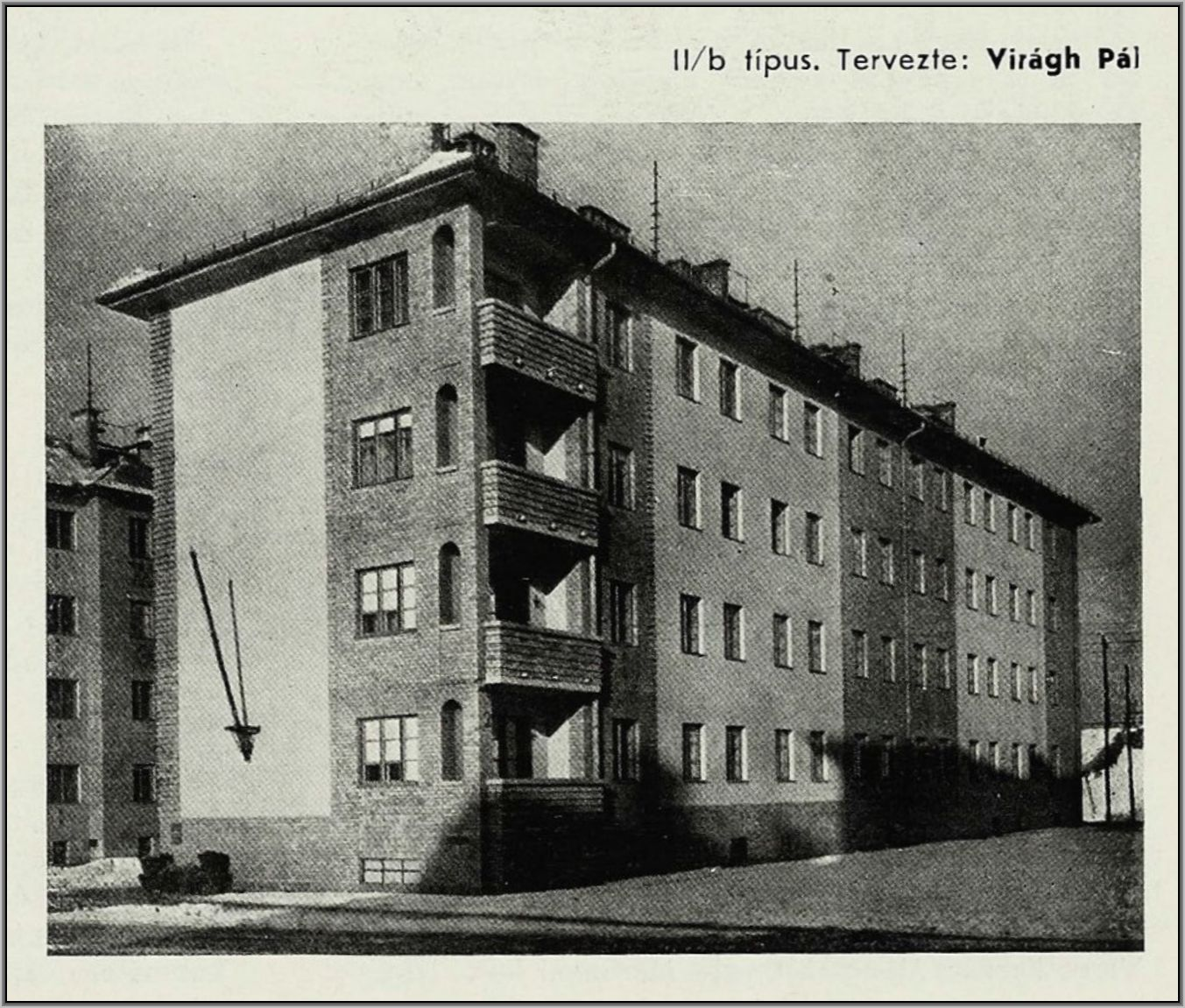
Pongráctelep, II b. tervtípus. Homlokzat
Tervező: Virágh Pál

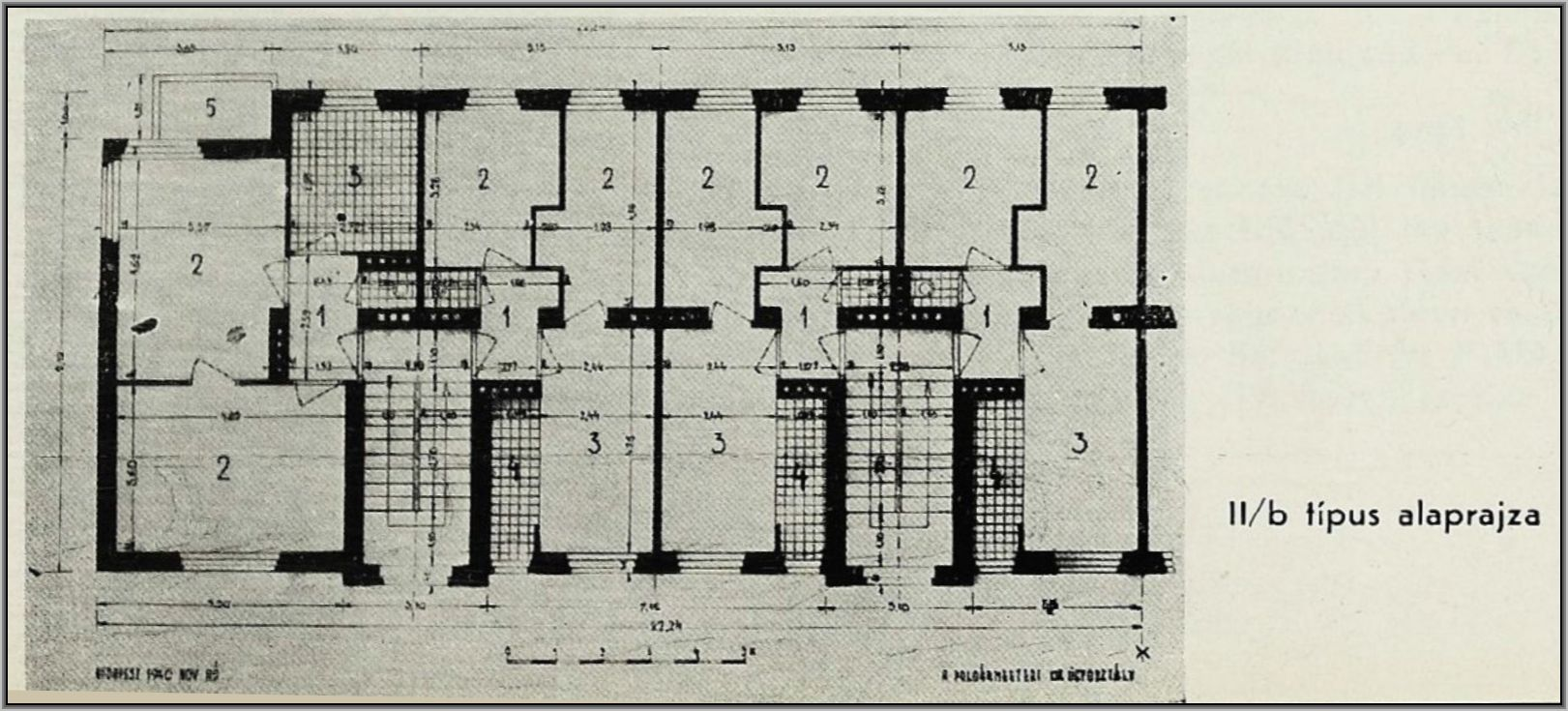
Pongráctelep, II b. tervtípus. Alaprajz

Budapest lakossága a kiegyezés után kezdett súlyos lakáshiányt okozva rohamosan növekedni. Az állam és a főváros által finanszírozott telepszerűen kialakított szociális lakásépítési akciók ellenére a lakáshiány nem szűnt meg a 20. század első évtizedire. A trianoni békeszerződés után az elszakított részekről Magyarországra menekülő tömegek fokozták a hiányt akkor, amikor a háborút követő gazdasági válság a főváros anyagi lehetőségeit erősen korlátozta. 1920 októberében már közel 5 000 vagonlakó volt Budapesten, ezért a főváros az államhoz fordult segítségért.
A kapott támogatásból 17 szükséglakótelepet építettek, összesen 6200 lakással. A Mária Valéria-telep egyszobás fabarakkjaihoz képest luxusnak számító lakások épültek a Kis-Pongrác lakótelepen. A három emeletes kőházak kétszobás lakásaiban főleg Szlovákiából és Romániából áttelepült tisztviselők kaptak szállást, akik lakhelye Trianon után az országhatáron kívülre került. 1939-1943 között az Országos Társadalombiztosító Intézet (OTI) kölcsönével és 40 évi adómentességgel épült fel a Pongrác úti telepen 20 db háromszintes házban 818 lakás. A lakóházakat és középületeket a kor jeles építészei tervezték. Épült iskola, közfürdő, orvosi rendelő, óvoda és mozi.
A lakóépületeket tervező építészek többek között: Koller Gyula, Virágh Pál, Krassói Virgil, Benedek Frigyes, Puskás Károly és Dümmerling Ödön voltak. Típustervek készültek, melyek közül a 2/b típusból négy épületet Virágh Pál tervezett (2., 6., 12. és 16. számú épületek). Épületenként négy lépcsőház készült, melyekből emeletenként két lakás nyílik. Az épületben lévő 32 lakás közül 28 lakókonyhás, négy kétszobás. Az épület alapterülete 440,33 m², a beépített légtér 6935,19 m3. Az általa tervezett épülettípusnak a parkosított lakótelep belseje felé néző oldalhomlokzatán készültek el Molnár C. Pál sgrafittói: 6. számún a Tavasz, a 16. számún a Tél. És ugyancsak sgrafittók díszítették a 2. számút a Nyár, és a 12. számút az Ősz címmel, melyeket Medveczky Jenő készített.
A középületek építész tervezői: Györgyi Dénes (iskola), ifj. Benhhard Ágost (közfürdő, orvosi rendelő), Szabó László (óvoda), Horváth Szabolcs (mozi).
A Kis-Pongrác telep építésekor kerítéssel volt körbevéve és csak a kapukon lehetett bejutni. Ennek nyomát a telep Pongrácz út felőli részén levő nagykapunál még ma is lehet látni.
2009-ben indult a Közép-magyarországi Operatív Programon belüli szociális városrehabilitációs Kis-Pongrác projekt, melynek során 2015-ig a Pongráctelep 20 társasházának, benne 74 szociális bérlakásának gépészeti felújítása, önkormányzati közintézményeinek és közterületeinek megújítása történt meg.

### Miskolci városrendezés
Virágh Pál Baranya és Tolna megyék, továbbá Pécs megyei jogú város területi főépítésze volt. 1952-ben, a szegedi Dóm tér kialakításakor, a Béke-épület tervezése idején Rerrich Béla munkatársaként a Szegedi Tervező Iroda főmérnöke volt. 1953-tól Miskolcon tevékenykedett a Miskolci Tervező Vállalat  főmérnökeként, és a következő években vezető szerepet játszott a város arculatának alakításában.
Miskolc városrendezése több okból is különösen nagy kihívások elé állította a város tervezőit. Egyrészt  Nagy-Miskolc kialakításával 10 eltérő arculatú, addig egymástól független települést olvasztottak össze. Hiányzott tehát a város szerves fejlődése. Ezt a heterogén konglomerátumot a várostervezésnek kellett egy egységgé alakítani. Másfelől a domborzati adottságok következtében, a város egy völgybe szorult, 12 km hosszú, de csak 1–2 km széles település volt, ami két problémát vetett fel. Egyik a városközpont kérdése, másik a közlekedésé. Az összeolvadt települések eredeti központja kínálta a többközpontú város lehetőségét, ami forgalomcsökkentő hatású, azonban egy ilyen nagy jelentőségű városnál mégis elvárás egy határozott centrum. A centrum kialakításának kapcsán új bevásárlóközpont épült.
Miskolc ipari város, forgalmi és oktatási központ, fürdőváros és egészségügyi központ, valamint az ország egyik legszebb vidékének, a Bükki Nemzeti Parknak kapuja. Kiemelt figyelmet kellett így szentelni új közlekedési utak megépítésének, amit a helyi adottságok miatt csak szanálási területek kijelölésével lehetett megoldani. Ebben az időszakban történt meg a hejőcsabai illetve tapolcai kettősvágányú villamosvasút kialakítása is.
Többezer lakás helykijelölése és tervezése folyt Virágh Pál főmérnöki tevékenysége idején. Az ipari területek dolgozóinak lakásigényeit úgy kellett megoldani, hogy egészséges környezetben lakhassanak, de viszonylag kevés közlekedéssel elérhessék munkahelyüket. Az Avas déli és keleti lejtőin új városrész kialakításának tervei készültek. Megvalósult az Avas alatti reprezentatív tér. A szociális lakásépítési program keretében Miskolc város határain messze túlmutatva, a megye bányász településein is kényelmes és egészséges lakások épültek. Így például a királdi Nagy-Völgyben már az első ütemben 82 új lakást adtak át 1959-ben, melyeket Virágh Pál és Klie Zoltán tervezett.
Ebben az időben készültek el a miskolctapolcai Barlangfürdő megvalósult tervei.